# Фротте, Луи де
Мари Пьер Луи де Фротте по прозвищу Блондель (фр. Marie Pierre Louis de Frotté; 1 августа 1766, Алансон — 18 февраля 1800, Вернёй-сюр-Авр) — французский дворянин и  военачальник, убеждённый противник французской революции, организатор и лидер шуанерии (повстанческого движения) в Нормандии.

## Биография
Сын дворянина Пьера Анри де Фроте и Агаты де Клерамбо, которые поженились в Порт-Луи, Бретань, 15 октября 1765 года.
В 1781 году, в 15 лет, Луи де Фротте поступил на службу во французскую армию. К началу революционных событий ему было немногим больше 20. Пылкий и решительный человек, он сразу же стал противником революции. После неудавшегося бегства короля в Варенн, Луи де Фротте эмигрировал, поступил в армию герцога Брауншвейгского и сражался против войск революционной Франции в битве при Вальми, после чего уехал в Италию, затем в Германию, и, наконец, в Англию.
В Англии он обратился к одному из лидеров эмиграции, Жозефу де Пюизе, с предложением перебраться во Францию и организовать восстание в Нормандии, по образцу восстания шуанов (шуанерии) в Бретани и мятежа в Вандее. Жозеф де Пюизе, отвечавший за переброску дворян-эмигрантов для руководства партизанскими отрядами из Англии в Вандею и Бретань, испросил у короля-изгнанника Людовика XVIII согласие на это предложение. Фротте получил официальные полномочия и чин полковника, после чего в компании нескольких других дворян-офицеров, был высажен на побережье у Сен-Мало в начале 1795 года. 
Время для высадки было выбрано не совсем удачно: война в Бретани и Вандее к тому времени шла на убыль, в Нормандии же и вовсе не наблюдалось какого-либо значительного восстания. К тому же, республиканцы вскоре узнали о высадке Фротте и его сторонников. Тем не менее, Фротте немедленно принялся за организацию восстания. Для начала он отправился в Бретань, где высказал свой протест против заключения мирного договора с революционным правительством, заявив, что только оружие может гарантировать безопасность французским роялистам. Затем он вернулся в Нормандию, где сумел поднять масштабное восстание в департаментах Кальвадос  и Манш, и наладить линию передачи корреспонденции на британский остров Джерси через острова Сен-Маркуф. После этого он постарался через округ Донфрон установить связь с роялистами-повстанцами в Мэне. 
Поначалу армия Фротте состояла всего из 300 человек, малоопытных и плохо вооружённых. Однако его неутомимость и настойчивость принесли ему ряд успехов в боях против республиканских войск, и, как следствие, новых сторонников. Ему прислали из Лондона нескольких эмигрантских офицеров, и, кроме того, в отряд прибыл ряд перебежчиков из республиканской армии. Уже в июле 1795 года военные действия между республиканцами и роялистами возобновились почти по всему Северо-Западу Франции. Примерно в это же время Фротте совершил набег на Мэн, где, соорганизовавшись с другими вождями, сумел занять на короткое время город Майен.
Однако уже вскоре разгром республиканскими войсками генерала Гоша Киберонской экспедиции эмигрантов в битве при Кибероне положил конец далеко идущим планам Фротте. В середине ноября (15 числа) он был атакован республиканцами на своей базе в Мортене, но сумел отбиться, отступить и организовать новую базу, после чего восстание только усилилось. Армия Фротте достигла, по некоторым оценкам, пяти тысяч человек, разделённых на небольшие отряды, между которыми, однако, была, насколько возможно, налажена связь, и в которых царила должная дисциплина. 
Спустя какое-то время, соединившись в окрестностях Майена с отрядами Сепо де Буа-Гиньо и ещё одного повстанческого вождя, Фротте атаковал несколько батальонов республиканской армии. Сперва перевес был на стороне роялистов, но, усиленные гарнизоном Майена, республиканцы перешли в наступление и разбили войска роялистов. После этого три отряда повстанцев-роялистов разошлись, и каждый из них ушёл на свою территорию. Между тем, в Нормандию к сыну прибыл отец Фротте с депешами от английского министерства. Ободрённый, Луи де Фротте удвоил усилия и собрав на своей базе около Сен-Клер-де-Алуз почти полторы тысячи человек, двинулся на Теншбре. Местный гарнизон был невелик, но множество республиканцев, живущих в городе, взялись за оружие, чтобы помочь гарнизону. Город к тому же был укреплён частоколом и имел церковь капитальной постройки, пригодную для обороны. Кровопролитный штурм не принёс успеха, однако репутация Фротте отчасти даже укрепилась благодаря храбрости, которую он выказал в бою.

## Возвращение в Англию
Восстание в Нормандии набирало обороты. Почти во всех кантонах действовали повстанческие отряды, вожди которых подчинялись Фротте. Но в Вандее, Бретани и Мэне дела роялистов были уже безнадежны. Осознав безвыходность положения, Фротте отбыл в Англию, порекомендовав своим солдатам разойтись по домам, сохранив оружие, а также установил сохранив между Нормандией и Англией две линии передачи переписки: один по-прежнему через острова Сен-Маркуф, другой — через Картере.
Прибыв в Лондон в 1796 году, Фротте был к графу д'Артуа, брату короля, находившемуся тогда в Эдинбурге, чтобы предложить его высочеству лично возглавить экспедицию в Бретань. Его высочество отклонил это предложение. 

## Второе восстание
Когда, после недолгого периода относительного мира (1797-1798 годы), в 1799 году вспыхнула война Второй коалиции, роялисты Западной Франции решили снова  взяться за оружие. В сентябре 1799 года Фротте снова прибыл в Нормандию с самыми широкими полномочиями, взяв себе «позывной» «Блондель».
На этот раз республиканцы перебросили в Нормандию больше войск, закалённых в боях и хорошо вооружённых. Фротте, однако, захватил несколько посёлков и город Вир, где освободил многих роялистов, заключённых в тюрьму по закону о заложниках, включая свою собственную мать. К этому времени, его армия, по некоторым данным, разрослась до 11 000 человек. 
Однако в это время политическая обстановка во Франции изменилась. Суворов, после своего победоносного марша по Италии и Швейцарии, был отозван на родину. Наполеон же вернулся из Египта и организовал государственный переворот. По поводу этого переворота, Фротте издал прокламацию, в которой назвал Бонапарта узурпатором, и продолжил против него ту же войну, которую прежде вёл против республиканцев.
Участь Фротте с этого момента была решена. Наполеон взял курс на примирение с роялистами, многие из которых и сами уже устали от войны. Уполномоченный Наполеона генерал Эдувиль заключил мир с большинством вождей Вандеи и Бретани, но Фротте в Нормандии, один из немногих, продолжил сопротивляться, отвергая любую мысль о примирении. Желая сплотить под своим началом оставшихся без руководства мятежников Мэна, вожди которых только что подписали мирный договор, он двинулся с сильным отрядом по Алансонской дороге. Посреди зимы он дал республиканцам несколько кровопролитных сражений — около Мортаня и в других местах, однако и его отряд понёс в этих боях значительные потери. 
Видя собственное сложное положение и сдачу других отрядов, роялисты стали массово покидать войска Фротте. Оказавшись в безвыходном положении, Фротте написал письмо генералу Эдувилю о том, что согласен подписать мир на тех же условиях, которые были заключены с другими вождями и 28 января 1800 года передал его генералу Гидалю, коменданту департамента Орн. Гидаль предложил Фротте отправится в Алансон, чтобы подписать договор о мире. 
Однако, вопреки обещаниям, 15 февраля 1800 года Фротте был арестован в Алансоне, вместе с шестью своими офицерами, в гостинице «Лебедь», когда вел переговоры с генералом Гидалем.
Три дня спустя, военный трибунал, рассмотрев его дело без свидетелей и адвокатов, приговорил Фротте к смерти. Фротте был расстрелян в городке Вернёй-сюр-Авр, проявив храбрость, которая всегда отличала его. Когда гренадер из его конвоя заметил, что он идет к месту казни не в ногу, Фротте ответил: «ты прав, мне на это наплевать», — и снова двинулся дальше прежним шагом. Он был спокоен, когда ему завязывали глаза, и ждал выстрелов, стоя прямо и безмятежно.
Сегодня в церкви Сен-Мадлен в Вернёй-сюр-Авр существует мемориальная доска (кенотаф) Фротте. Поблизости, на улице Братьев Люмьер можно видеть мемориал, воздвигнутый на месте его казни.
Хотя во времена правления Наполеона расстрел по политическим мотивам применялся редко, по иронии судьбы, радикально настроенный республиканец генерал Гидаль 12 лет спустя и сам был расстрелян — за участие в заговоре Мале.